# Daniel Frank (friidrottare)
Daniel Gordon Frank, född den 4 januari 1882 i Boston i Massachusetts, död den 20 mars 1965 i New York i delstaten New York, var en amerikansk friidrottare som främst tävlade i längdhopp.
Frank tog silver i längdhopp vid olympiska sommarspelen 1904 i St. Louis med ett hopp på 6,89 meter, vilket var nästan en halvmeter efter guldmedaljören, landsmannen Meyer Prinstein, men bara en centimeter före bronsmedaljören Robert Stangland, också han från USA. Prinstein fick därmed revansch efter att ha förlorat mot Frank i New York-mästerskapen tidigare samma år, där Frank vann på det personliga rekordet 7,30 meter.

## Personliga rekord
- Längdhopp –  7,30 meter (1904 i New York)